# روتولان

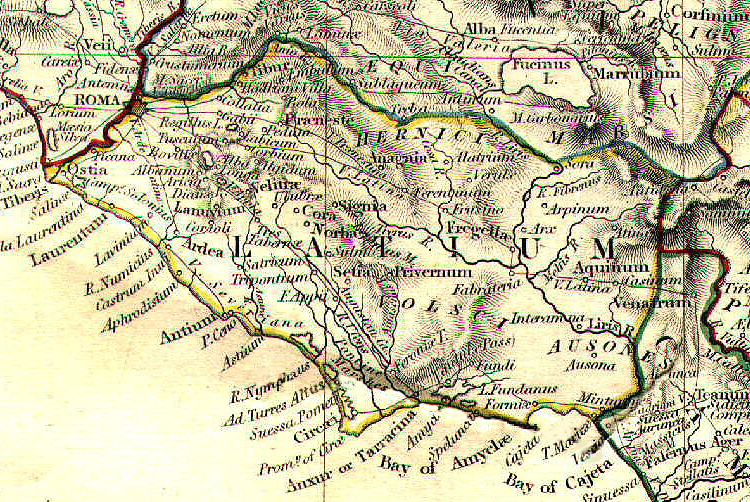
ارجاع نقشه

روتولان (انگلیسی: Rutuli) مردم باستانی در ایتالیا بودند. روتولی‌ها در قلمرویی قرار داشتند که پایتخت آن شهر باستانی آردئا، واقع در حدود ۳۵ کیلومتری جنوب شرقی رم، بود.
به گفته ویرژیل و تیتوس لیویوس، حاکم روتولان شخصی به‌نام تورنوس بود. او شاهزاده‌ی جوانی بود که لاتینوس، پادشاه لاتین‌ها، به او وعده ازدواج دخترش لاوینیا را داده بود. وقتی ترواییان به ایتالیا رسیدند، لاتینوس تصمیم گرفت دخترش را به آئنیاس ــ رهبر ترواییان ــ بدهد. تورنوس از اینکه یک بیگانه را به او ترجیح داده باشند خشمگین شد و مردم خود و چندین قبیله ایتالیایی دیگر را علیه ترواییان در جنگ رهبری کرد. متن ویرژیل زمانی به پایان می‌رسد که آئنیاس تورنوس را در نبرد مجردی شکست می‌دهد و بنابراین حق خود را برای ازدواج با لاوینیا تأیید می‌کند. در برخی روایت‌های دیگر از داستان آئنیاس، او بعداً در نبرد بعدی با روتولان کشته شد.